# 旌阳区
旌阳区是中国四川省德阳市的一个区。前身是德阳县。清代德阳县亦曾有旌阳驿。1984年，撤销德阳县，设立市中区。1996年8月3日，撤销市中区，设立旌阳县、罗江县。
全区下辖11个镇、1个乡、5个街道办事处。东邻中江县，西连绵竹市和什邡市，北接罗江县，南靠广汉市。全区幅员面积648平方公里，人口约83万人。旌阳区为德阳市人民政府所在地，市区建成区面积40平方公里。国家特大型工业企业第二重型机器厂、东方电机厂、东方汽轮机厂座落其间，还有旌阳、旌湖、八角三个省级经济技术开发区，城郊经济特征鲜明。

## 行政区划
旌阳区下辖6个街道办事处、7个镇：
旌阳街道、旌东街道、八角井街道、东湖街道、天元街道、孝感街道、黄许镇、孝泉镇、柏隆镇、德新镇、双东镇、新中镇和和新镇。

## 人口
2020年末，旌阳区第七次全国人口普查公报顯示：全区常住人口为828189人，与2010年第六次全国人口普查相比，增加93119人，增长12.67%，年平均增长1.27%。 全区共有家庭户324544户，集体户18285户，家庭户人口为767718人，集体户人口为60471人。

## 名人
据说晋朝著名道士许逊真人曾任旌阳令，人称许旌阳。